# Microzetes scriptus
Microzetes scriptus är en kvalsterart som först beskrevs av Sandór Mahunka 1988.  Microzetes scriptus ingår i släktet Microzetes och familjen Microzetidae. Inga underarter finns listade i Catalogue of Life.